# Jean-Just Ferdinand Joseph de Croÿ
Pour les autres membres de la famille, voir Famille de Croÿ.
Jean-Just-Ferdinand-Joseph, prince de Croÿ d'Havré (Bruxelles, 27 mai 1716 – Cordoue, juillet 1790), est un militaire français puis espagnol du XVIIIe siècle.

## Biographie
Issu de la Maison de Croÿ, il est le fils cadet de Jean-Baptiste de Croÿ (en) (1686-1737), 5e duc d'Havré, prince et maréchal du Saint-Empire, Grand d'Espagne, marquis de Wailly, souverain de Fenestrange, etc., et de Maria Anna Cesarina Lante Montefeltro della Rovere (1693-1753). Par sa mère, il était l'arrière petit fils de Louis II de La Trémoille, duc de Noirmoutier,. Il était aussi le frère de :
- Louis-Ferdinand de Croÿ (1713-1761), duc d'Havré, marquis de Wailly, marié en 1736 avec Marie Louise Cunégonde de Montmorency-Luxembourg (1716-1764), dont postérité, dont Joseph Anne Maximilien de Croÿ d'Havré ;
- Marie Louise Josèphe de Croy (née 1714), mariée en 1733 avec Charles Frédéric, marquis de Tana di Verolengo di Santena (†1763) ;
- Marie Anne Charlotte de Croÿ (1717-1779), mariée à Wailly en 1737 avec Joaquín Felipe Antonio Jiménez de Palafox (1702-1775), 6e marquis d'Ariza (es), 10e marquis de Guadalest (es)
- Pauline Josèphe de Croÿ d'Havré (née en 1721), religieuse carmélite à Paris.

Nommé colonel du régiment de Berry cavalerie en 1738, puis créé brigadier de cavalerie le 20 février 1742 après avoir fait plusieurs campagnes dans les armées françaises, Jean-Just-Ferdinand-Joseph, prince de Croÿ et du Saint-Empire, passe, avec l'agrément du roi Louis XV, au service du royaume d'Espagne, où il était devenu comte de Priego (es) et grand d'Espagne de la 1re classe par son mariage contracté, le 20 février 1742 avec Marie-Bethléem-Ferdinande Lanti de la Rovère, sa cousine-germaine, fille unique de Louis Lanti de la Rovère, duc de Santo Gémini (es), prince de Belmonte, « à la charge de porter le nom et les armes de Lanti de la Rovère » (en italien : Lante Della Rovere).
Le comte de Priego fut successivement aide de camp de l'infant don Philippe, maréchal-de-camp, lieutenant-général en 1755, gentilhomme de la chambre de Charles III, et chevalier de la Toison d'or en 1767.
Il devint aussi, en la même année 1755, colonel des gardes wallonnes (régiment levé, en 1642, par Philippe-François de Croÿ, duc d'Havré, son bisaïeul.
Le comte de Priégo fut nommé commandeur de l'ordre de Charles III, en 1771, et mourut sans postérité à Cordoue au mois de juillet 1790.

## Récapitulatif

### Titres
- Comte de Priego (es) et grand d'Espagne de la 1re classe

### Décorations
| Chevalier du Saint-Esprit | Commandeur de l'ordre de Charles III |

- Chevalier de la Toison d'or (1767, par Charles III d'Espagne) ;
- Commandeur de l'ordre de Charles III (1771) ;

### Armoiries
Armes de la branche des ducs d'Havré et de Croÿ (depuis pairs de France, seconde branche de la maison de Croÿ)Écartelé : aux I et IV, d'argent, à 3 fasces de gueules (qui est de Croÿ) ; aux 2 et 3, parti de 3 traits coupé d'un (qui font 8 quartiers) : au 1 fascé d'argent et de gueules de 8 pièces (qui est de Hongrie ancien) ; au 2, d'azur, semé de fleurs de lys d'or, au lambel de gueules (de Naples) au 3, d'argent à la croix potencée d'or, cantonnée de 4 croisettes du même (qui est de Jérusalem) ; au 4, d'or à 5 vergettes de gueules (qui est d'Aragon) ; au 5, d'azur, semé de fleurs de lys d'or, à la bordure de gueules (de Valois-Anjou) ; au 6, d'azur au lion contourné d'or (de Gueldre) ; au 7 d'or, au lion de sable (de Juliers) ; au 8 d'azur, semé de croisettes recroisetées et fichées d'or, à 2 bars adossés du même, brochants (qui est de Bar) ; sur le tout des petites écartelures d'or à la bande de gueules, chargée de 3 alérions d'argent (qui est de Lorraine) ; et sur le tout des grandes partitions fascé d'argent et de gueules de 8 pièces (qui est de Hongrie).